# Paratropes bilunata
Paratropes bilunata är en kackerlacksart som först beskrevs av Henri Saussure och Leo Zehntner 1893.  Paratropes bilunata ingår i släktet Paratropes och familjen småkackerlackor. Inga underarter finns listade i Catalogue of Life.